# برينت بيلودو
برينت بيلودو (بالإنجليزية: Brent Bilodeau)‏ هو لاعب هوكي جليد كندي وأمريكي، ولد في 27 مارس 1973 في كلايد في كندا.

## وصلات خارجية
- برينت بيلودو على موقع دوري الهوكي الوطني (الإنجليزية)
- برينت بيلودو على موقع EliteProspects.com (الإنجليزية)
- برينت بيلودو على موقع HockeyDB.com (الإنجليزية)